# 赤井沙希
赤井沙希（日语：／ Akai Saki，1987年1月24日—），日本女性模特兒、女演員、職業女摔角選手，大阪府出生，京都府長大。她的父親赤井英和都是一名演員、前職業拳擊手。由於身材高窕、樣子甜美，她在台灣被ETtoday冠上「摔角界林志玲」的稱號。

## 比賽
- 2020.11.11 赤井沙希 vs 門倉凜 https://www.youtube.com/watch?v=-4ON6IQITWs （页面存档备份，存于）